# 5S

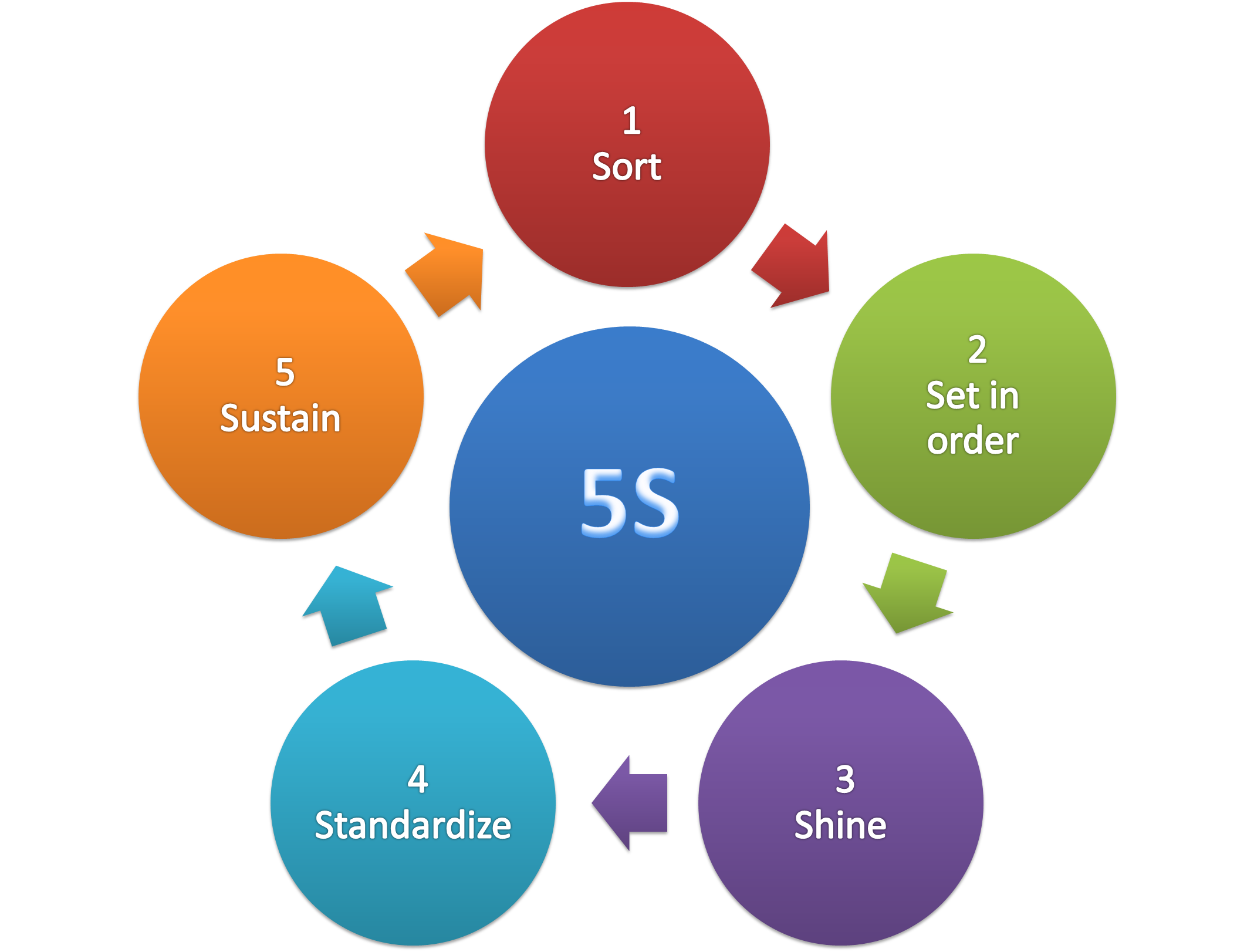
5S, методология организации рабочего места

5S — система организации и рационализации рабочего места (рабочего пространства), один из инструментов бережливого производства. Разработана в послевоенной Японии. Выделяется 5 шагов:
- cэири (整理) «сортировка» (нужное — ненужное) — чёткое разделение вещей на нужные и ненужные и избавление от последних;
- cэитон (整頓) «соблюдение порядка» (аккуратность) — упорядоченное и точное расположение и хранение необходимых вещей, которое позволяет быстро и просто их найти и использовать;
- cэисо (清掃) «содержание в чистоте» (уборка) — содержание рабочего места в чистоте и опрятности;
- сэикэцу (清潔) «стандартизация» (установление норм и правил) — необходимое условие для выполнения первых трёх правил;
- сицукэ (躾) «совершенствование (буквальный перевод — воспитание)» (самодисциплина) — воспитание привычки точного выполнения установленных правил, процедур и технологических операций.

Цели 5S — снижение числа несчастных случаев, повышение уровня качества продукции и снижение количества дефектов, создание комфортного психологического климата и стимулирование желания работать, унификация и стандартизация рабочих мест, повышение производительности труда за счёт сокращения времени поиска предметов в рамках рабочего пространства.
Концепция подразумевает, что каждый сотрудник предприятия — от уборщицы до директора — выполняют 5 правил; основной плюс — эти действия не требуют применения новых управленческих технологий и теорий.

## Шаги 5S

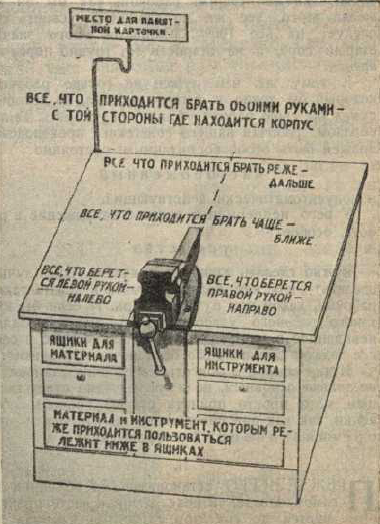
При разработке японской системы менеджмента использовались разработки А. К. Гастева и Центрального института труда (ЦИТ). Схема «Правильное расположение инструмента» из памятки ЦИТ, 1924

### Шаг 1. Сортировка
Все материалы, оборудование, документы и инструмент сортируют на три категории:
- нужные всегда — материалы, которые используются в работе в данный момент;
- нужные иногда — материалы, которые могут использоваться в работе, но в данный момент не востребованы;
- ненужные — брак, неиспользуемые инструменты, тара, посторонние предметы. В процессе сортировки ненужные предметы помечают «красной меткой» и затем удаляют из рабочей зоны.

### Шаг 2. Соблюдение порядка
Расположение предметов отвечает требованиям:
- безопасности;
- качества;
- эффективности работы.

Четыре правила расположения вещей:
1. на видном месте;
2. легко взять;
3. легко использовать;
4. легко вернуть на место.

### Шаг 3. Содержание в чистоте
Рабочая зона должна поддерживаться в идеальной чистоте.
Порядок действий:
1. разбить линию на зоны, создать схемы и карты с обозначением рабочих мест, мест расположения оборудования;
2. определить специальную группу, за которой будет закреплена зона для уборки;
3. определить время проведения уборки:
  - утренняя: 5—10 мин. до начала рабочего дня;
  - обеденная: 5—10 мин. после обеда;
  - по окончании работы: после прекращения работы, во время простоев.

### Шаг 4. Стандартизация
Этот принцип требует формального, письменного закрепления правил содержания рабочего места, технологии работы и других процедур. Необходимо создать рабочие инструкции, которые включают в себя описание пошаговых действий по поддержанию порядка. Также следует вести разработки новых методов контроля и вознаграждения отличившихся сотрудников.

### Шаг 5. Совершенствование
Выработка привычки ухода за рабочим местом в соответствии с уже существующими процедурами, а также неуклонное совершенствование самой системы.
Важные моменты:
- Наблюдение за работой оборудования, за рабочим местом, чтобы облегчить их обслуживание.
- Использование фотографий «До»/«После» для сравнения того, что было, и каков конечный результат.
- Организация аудитов, чтобы оценить эффективность внедрения программы 5S.

## Внедрение
Одна из популярных методик внедрения системы предлагает разбить процесс внедрения на 5 этапов:
- ознакомление с принципами и принятие системы;
- наведение порядка и делегирование ответственности;
- регулярность действий и периодический контроль;
- закрепление процедур и усиление требований;
- постоянное совершенствование.

На очередном этапе фиксируется достижение определённых показателей по каждому из пяти слагаемых 5S, что позволяет придать внедрению планомерную форму и сократить сопротивление персонала изменениям. При таком подходе обеспечивается более полное вовлечение всех работников в процесс.

## Ошибки при внедрении системы 5S
- Внедрение программы 5S на производстве может осложниться из-за того, что задачи по поддержанию порядка применяются только для рядовых сотрудников. При этом руководители не участвуют в общем деле и позволяют себе беспорядок на рабочем месте.

- Любые штрафные санкции убивают инициативу и мотивацию у сотрудников. В целях бережливого производства рекомендуется премировать сотрудников.

- При внедрении концепции 5S у сотрудников часто возникают возражения различного рода. Необходимо правильно объяснить сотрудникам преимущества бережливого производства.